# Henri Deparade
Henri Deparade (* 14. April 1951 in Halle (Saale)) ist ein deutscher Maler, Grafiker und Hochschullehrer.

## Leben
Deparade absolvierte eine Lehre als Betonbauer. Nach dem Wehrdienst in der NVA studierte er von 1972 bis 1977 bei Hannes H. Wagner und Frank Ruddigkeit an der Hochschule für industrielle Formgestaltung Halle, Burg Giebichenstein im Fachbereich Malerei und Grafik mit Abschluss als Diplom-Maler und -Grafiker. Darüber hinaus erhielt er Anregungen durch Vertreter der Leipziger Schule (z. B. Uwe Pfeifer). Seit 1977 beteiligte er sich an zahlreichen nationalen und internationalen Ausstellungen. Er wurde Mitglied im Verband Bildender Künstler und gehörte zeitweise dessen Fachgremien an.
Seine Hochschullaufbahn begann er 1977/1978 als Assistent von Hannes H. Wagner im Sachgebiet Malerei an der Hochschule für industrielle Formgestaltung Halle, Burg Giebichenstein. Von 1978 bis 1980 hatte er eine Aspirantur bei Ruddigkeit  im Sachgebiet Grafik. 1980 bis 1982 wirkte er als künstlerischer Assistent an dieser Kunsthochschule. 1983 bis 1986 war Deparade Meisterschüler an der Kunsthochschule Halle bzw. der Akademie der Künste der DDR bei Willi Sitte.
Danach stellte er zusammen mit seiner Frau, der Malerin Steffi Deparade-Becker, den „Antrag auf ständige Ausreise aus der DDR“, worauf 1989 die Übersiedlung nach Nordrhein-Westfalen folgte. Anfang 1992 wurde er künstlerischer Assistent an der Hochschule für industrielle Formgestaltung Halle, Burg Giebichenstein. Im Herbst des gleichen Jahres folgte ein Ruf für eine Professur für künstlerische Grundlagen in dem Studiengang Architektur der HTW Dresden.
Seit 1995 arbeitet und lebt er mit eigenem Atelier für Malerei und Grafik in Dresden.

## Werk
Der Maler Henri Deparade weist ein umfangreiches und ein sehr unterschiedliches, in verschiedene Schaffensphasen differenziertes Œuvre in Malerei und Zeichnung auf. Der künstlerische Weg von Deparade beginnt in den noch akademischen Anfängen als veristischer Figurenmaler, dann als junger Maler tritt er bereits als Porträtist mit einer Malweise und einer Bildkonzeption hervor, die an die altdeutsche Malerei und an den Verismus von Malern wie Otto Dix und Karl Völker oder auch – auf die Zeit der 1980er Jahre bezogen – an die „Leipziger Schule“ angelehnt ist.
So schreibt Camilla Blechen im Feuilleton der FAZ vom 13. Oktober 1987 in einer Kritik zur letzten Kunstausstellung der DDR:
Als Porträtisten könnten Henri Deparade und Neo Rauch, peinturistische Begabungen, bald stärker ins Gespräch kommen.
Zunächst war er als Zeichner von Stadtlandschaften im Gespräch; so schrieb der Kunsthistoriker Wolfgang Hütt im Katalog „Handzeichnungen der DDR“ von 1988 zu Deparades Kohlezeichnungen von 1985/86: Die Metapher vom grellen Licht des Alltags trifft genau zu auf das, was auch Henri Deparade mit dem Schwarz der Kreide unverwechselbar macht, seine Art, das Schicksalhafte im schon wieder Malerischen einer dem Verfall preisgegebenen Stadtlandschaft aufzudecken, zugleich die Unvermeidbarkeit dessen in Frage zu stellen, was sie ersetzt. Wie diese Architektur- und Straßenbilder bezeugen Akte und Porträts seine herausragende Zeichenkunst.
Nach einer Zeit verschiedener formaler Experimente in den Jahren 1989, 1990 und 1991 gelangt Deparade, beeinflusst durch sein neues Dresdener Umfeld, zu einer neoexpressiven Formensprache, die sich zum Teil der menschlichen Figur und zum Teil landschaftlicher Motive bedient. Seit dem Jahr 2000 zeigt sich in seinem malerischen Œuvre die Entwicklung einer ihm eigenen figürlichen Formensprache, meist freie Thematisierungen antik-mythologischer Stoffe. Es entstehen großformatige Ölgemälde mit ihren spezifisch angelegten transparenten, vielschichtigen Bildräumen und sich überlagerten Figurenkonstellationen. Deparades malerisch-zeichnerische Andeutungstechnik ist dabei assoziativ gestimmt.

## Rezeption
„Es ist ihm weniger wichtig die Mythen detailgetreu zu erzählen. ... Der Mythos ist sein Mittler, um das Treiben des Menschen zu charakterisieren ... Es geht hier um Grundlegendes, es geht um die menschliche Existenz in all ihren tragischen Abgründen und in all ihren dramatischen Beziehungsgeflechten, es geht um archaische Begriffe wie Liebe, Stolz, Eitelkeit, es geht um Sehnsucht, Hass, es geht um Krieg und Frieden im kleinsten Bereich.“
Barbara Leicht, Kunsthistorikerin, 2015 zur Eröffnung der Ausstellung in der Galerie LS in Nürnberg

## Sammlungen mit Werken Deparades
- Kunstmuseum Moritzburg, Halle
- Sammlung Kunstbesitz Sachsen-Anhalt/Sachsen
- Sammlung Buna-Werke AG, Halle
- Kunstsammlung Gera
- Sammlung des Kunstarchiv Burg Beeskow
- Sammlung des Kunstarchivs Burg Giebichenstein Kunsthochschule Halle
- Albertina, Grafische Sammlung, Wien
- Sammlung des Internationalen Währungsfonds, Washington (USA)
- Museum Angerlehner, Thalheim/Wels (Österreich)
- Sammlung Dr. Meier-Föllmy, Arth (Schweiz)
- Sammlung Honold, Ulm
- Sammlung Graf von Hardenberg, Hamburg
- Sammlung Brettermeier, Saalbach-Hinterglemm (Österreich)
- Brandenburgisches Landesmuseum für moderne Kunst Cottbus – Frankfurt/Oder
- Sammlung Rudolf Budja, Salzburg/Miami Beach
- Sammlung Mag. Klaus Franzmair, Salzburg/Wien
- Sammlung Prof. Dr. Rainer Beck, Radebeul
- Sammlung Dr. Wolfgang Erhart, Schladming
- Sammlung Peter Engel, Hamburg

## Ausstellungen (unvollständig)

### Teilnahme an zentralen und wichtigen regionalen Ausstellungen in der Zeit der DDR
- 1979 und 1985: Halle/Saale, Bezirkskunstausstellungen
- 1980 und 1984: Frankfurt/Oder, Sport- und Ausstellungszentrum, bzw. Berlin, Altes Museum („Junge Künstler der DDR “)
- 1981: Venedig („12 junge Grafiker der DDR“)
- 1982/1983 und 1987/1988: Dresden, IX. und X. Kunstausstellung der DDR
- 1983: Leipzig, Messehaus am Markt („Kunst und Sport“)
- 1989: Berlin, Akademie-Galerie im Marstall („Bauleute und ihre Werke. Widerspiegelungen in der bildenden Kunst der DDR“)

### Weitere Einzelausstellungen und Gemeinschaftsausstellungen
(K)= Katalog, (P) Plakat
- 1979: Halle, Galerie des Verbandes Bildender Künstler im Marktschlösschen
- 1981: Halle, Galerie „Kunst der Zeit“
- 1986: Halle, Galerie des Verbandes Bildender Künstler im Marktschlösschen
- 1987: Leipzig, Galerie der Universität Leipzig „Moritzbastei“
- 1991: Halle, Galerie im Regierungspräsidium
- 1993: Würzburg, Otto-Richter-Kunsthalle
- 1995: Dresden, Galerie der Deutschen Werkstätten Hellerau
- 1996: Weimar, Galerie Hebecker (K)
- 1997: Frankfurt am Main, Galerie Walter Ehrler
- 1998: Wittenberg, Galerie im Cranachhaus (K)
- 1999: Köln, Galerie Ute Mronz (K)
- 2000: Berlin, Galerie M; Chemnitz, Galerie Rosenkranz
- 2001: Dresden, Kunsthalle im Artforum(P); Berlin, Galerie Pohl
- 2002: München, Otto-Galerie; Dresden, Kunsthalle im Art Forum; Berlin, Galerie Bremer; Salzburg, Galerie Weilinger
- 2003: Halle, Stadtmuseum
- 2004: Marburg, Galerie Schmalfuss; Ahrenshoop, Kunsthalle Dresden|Kunsthalle; Dresden, Galerie Deutsche Werkstätten Hellerau
- 2005: Dresden, Galerie Beyer (K); Salzburg, Galerie Weilinger (K)
- 2006: Magdeburg, Galerie Himmelreich, KV e. V.
- 2007: Arth, CH, Galerie Meier; München, Otto-Galerie; Zürich, Galerie See 301 – Pius Müller
- 2008: Wien, Galerie Lehner; Berlin, Art Center Berlin Friedrichstraße; Hannover, Galerie der Nord LB; Salzburg, Städtische Galerie im Mirabellgarten
- 2009: Zürich, Pius Müller – Art Seefeld; Nürnberg, Galerie LandskronSchneidzik; München, Galerie Andreas Baumgartl
- 2010: Berlin, Galerie Son; Andernach, Kunsthaus Schöne
- 2011: Coburg, Kunstverein Coburg (Katalog); Wien, „Metamorphosen“, Galerie Lehner/Novomatic Forum
- 2012: Stuttgart, „Archetypen“, Galerie Z; Berlin, Galerie cubus m; Zwickau, Galerie im Domhof – Städtische Museum Zwickau
- 2013: Brest, Frankreich, Kunsthalle „Passerelle“; Bildersuchlauf „Ostmoderne“ – Arbeiten aus der Sammlung des DKW-Kunstmuseums Cottbus,
- 2013: München, Galerie Hegemann; Arth am Zuger See, Schweiz, Galerie Meier
- 2014: Karlsruhe, Art Karlsruhe mit Galerie Klinger; Köln, „Art Fair“ Köln mit Galerie Hegemann, München
- 2015: Karlsruhe, Art Karlsruhe mit Galerie Klinger; Nürnberg, Galerie LandskronSchneidzik
- 2016: Halle (Saale), Galerie Zaglmaier; Wien, Galerie Lehner
- 2017: Wien, WIKAM im Palais Ferstel; Dresden, „Ostrale-Biennale Dresden“
- 2017: Saarbrücken, Galerie Neuheisel
- 2018: Halle (Saale), „Sittes Meisterschüler“, Kunsthalle Talstraße
- 2018: La Valletta, Malta, Museum „St. James Cavalier“, „International Visual Arts Festival der Kulturhauptstadt“
- 2018: Dresden, „Ouverture“, group show, Galerie Antonstadt

## Ehrung
- 1984: „Preis für Malerei“ der Ausstellung „Junge Künstler der DDR“